# Distretto di Colta
Il distretto di Colta è uno dei dieci distretti della provincia di Paucar del Sara Sara, in Perù. Si trova nella regione di Ayacucho e si estende su una superficie di 277,29 chilometri quadrati.

Ha per capitale la città di Colta e nel censimento del 2005 contava 587 abitanti.